# Hennie Ardesch
Hendrikus (Hennie) Ardesch (Enschede, 29 oktober 1943 – Zwolle, 26 november 2019) was een Nederlandse doelman die in de jaren zestig en zeventig onder andere uitkwam voor ADO en FC Twente.

## Loopbaan
Ardesch begon zijn profcarrière bij Sportclub Enschede en stapte in 1965 over naar FC Twente. Vervolgens kwam hij uit voor ADO en San Francisco Golden Gate Gales. Dat laatste team was in feite het eerste elftal van ADO, dat in 1967 twee maanden lang deelnam aan de North American Soccer League om in de Verenigde Staten het voetbal te promoten. Met ADO werd Ardesch in 1968 winnaar van de KNVB beker. Hij zat in deze wedstrijd op de reservebank. In de zeven seizoenen dat Ardesch voor ADO en FC Den Haag uitkwam, was hij immer tweede keus achter de eerste doelman Ton Thie. In maart 1971 werd hij door de club gehuldigd, omdat hij 250 wedstrijden reservespeler was geweest. Bij afwezigheid van de zieke Thie speelde hij in juni 1971 een toernooi in Madrid dat door FC Den Haag gewonnen werd. Tijdens dit toernooi werd Ardesch een contract aangeboden door Atletico Madrid, maar omdat de grens voor buitenlandse spelers niet openging, verviel dit contract voor hem.
Tussen 1973 en 1975 keepte Ardesch wederom voor FC Twente. Het eerste seizoen was hij reservedoelman achter Piet Schrijvers. Vanwege een schorsing van Schrijvers, stond Ardesch op doel in de twee Europese ontmoetingen tegen Dundee FC en de thuiswedstrijd tegen Panachaiki. Nadat Schrijvers in 1974 naar Ajax vertrok, haalde FC Twente de doelverdedigers Marc De Clerck en Volkmar Gross ter vervanging. Desondanks was Ardesch in de eerste helft van het seizoen de vaste keus van trainer Spitz Kohn. In de UEFA Cup 1974/75, waarin Twente uiteindelijk de verliezend finalist was, keepte hij de eerste zes wedstrijden en ook keepte hij 16 wedstrijden in de competitie. In een competitiewedstrijd tegen Roda JC in december 1974 moest Ardesch zich wegens een blessure na zeven minuten laten vervangen door Gross. Deze stond vervolgens zijn plaats in de basis niet meer af. Enkel in de laatste twee competitiewedstrijden speelde Ardesch weer.
Ardesch vertrok in 1975 naar Go Ahead Eagles en speelde vanaf 1976 nog een jaar voor FC VVV. Hij sloot zijn carrière af bij achtereenvolgens Sportlust Glanerbrug en Sportclub Enschede.
Na zijn actieve loopbaan als voetballer was hij onder meer commercieel directeur van de Betoncentrale Twenthe en verslaggever bij RTV Oost. Hij was tot 2011 keeperstrainer en teammanager bij het dameselftal van FC Twente. Tevens was Ardesch initiatiefnemer en trainer van de Keepersacademie Twente.

## Privé
Hennie Ardesch was getrouwd en heeft twee kinderen. Zijn dochter is getrouwd met oud-doelman Sander Westerveld. Die zijn weer de ouders van Sem Westerveld. Ardesch overleed in 2019 op 76-jarige leeftijd aan de gevolgen van een hartaanval.

## Statistieken
| Seizoen | Club                            | Land             | Competitie           | Wed. | Goals |
| ------- | ------------------------------- | ---------------- | -------------------- | ---- | ----- |
| 1964/65 | Sportclub Enschede              | Nederland        | Eredivisie           | 0    | 0     |
| 1965/66 | FC Twente                       | Nederland        | Eredivisie           | 5    | 0     |
| 1966/67 | ADO                             | Nederland        | Eredivisie           | 1    | 0     |
| 1967    | San Francisco Golden Gate Gales | Verenigde Staten | USA Western Division | 1    | 0     |
| 1967/68 | ADO                             | Nederland        | Eredivisie           | 2    | 0     |
| 1968/69 | ADO                             | Nederland        | Eredivisie           | 3    | 0     |
| 1969/70 | ADO                             | Nederland        | Eredivisie           | 0    | 0     |
| 1970/71 | ADO                             | Nederland        | Eredivisie           | 1    | 0     |
| 1971/72 | FC Den Haag                     | Nederland        | Eredivisie           | 3    | 0     |
| 1972/73 | FC Den Haag                     | Nederland        | Eredivisie           | 1    | 0     |
| 1973/74 | FC Twente                       | Nederland        | Eredivisie           | 3    | 0     |
| 1974/75 | FC Twente                       | Nederland        | Eredivisie           | 16   | 0     |
| 1975/76 | Go Ahead Eagles                 | Nederland        | Eredivisie           | 5    | 0     |
| 1976/77 | FC VVV                          | Nederland        | Eredivisie           | 9    | 0     |
| Totaal  | Totaal                          | Totaal           | Totaal               | 50   | 0     |

## Uitspraken
- "Toch blijft Ardesch de meest wonderlijke keeper met wie ik ooit heb gespeeld. Het ene moment stopt hij de meest onmogelijke ballen, het andere moment laat hij een eenvoudige bal van zijn borst stuiten." (FC Twente-aanvoerder Epi Drost na afloop van een Europa Cup-wedstrijd tegen Ipswich Town in 1974, waarin Ardesch enkele minuten voor het einde een misser van Drost herstelde door een inzet van Brian Talbot te keren en zo Twente een ronde verder bracht.)[6]